# Tábua
Tábua ('tabuɐ) è un comune portoghese di 12 602 abitanti situato nel distretto di Coimbra.

## Società

### Evoluzione demografica
| Popolazione di Tábua (1801 – 2004) | Popolazione di Tábua (1801 – 2004) | Popolazione di Tábua (1801 – 2004) | Popolazione di Tábua (1801 – 2004) | Popolazione di Tábua (1801 – 2004) | Popolazione di Tábua (1801 – 2004) | Popolazione di Tábua (1801 – 2004) | Popolazione di Tábua (1801 – 2004) | Popolazione di Tábua (1801 – 2004) |
| ---------------------------------- | ---------------------------------- | ---------------------------------- | ---------------------------------- | ---------------------------------- | ---------------------------------- | ---------------------------------- | ---------------------------------- | ---------------------------------- |
| 1801                               | 1849                               | 1900                               | 1930                               | 1960                               | 1981                               | 1991                               | 2001                               | 2004                               |
| 2287                               | 5633                               | 18371                              | 16530                              | 15869                              | 13456                              | 13101                              | 12602                              | 12452                              |

## Freguesias
- Ázere e Covelo
- Candosa
- Carapinha
- Covas e Vila Nova de Oliveirinha
- Espariz e Sinde
- Midões
- Mouronho
- Pinheiro de Coja e Meda de Mouros
- Póvoa de Midões
- São João da Boa Vista
- Tábua